# Głębinowe ryby Beebe’a
Ten artykuł dotyczy stworzenia, którego istnienia nie potwierdza współczesna zoologia.
Głębinowe ryby Beebe’a – nieznane nauce ryby, obiekt badań kryptozoologii. Rzekomo występują w północnej części Oceanu Atlantyckiego.
Opisane zostały przez Williama Beebe’a w relacjach z zanurzeń jego batysfery na głębokości 500–750 metrów wokół wód otaczających Bermudy w latach 30. XX wieku. Obserwacje te nie zostały potwierdzone.
Ich długość została oceniona na 60 cm. Miały mieć blady kolor ciała. Płetwy ogonowe miały być bardzo zredukowane, a płetwa grzbietowa i odbytnicza miały być bardzo powiększone. Miały pływać „sztywno” i posiadać pionową postawę.
Możliwym wyjaśnieniem ryb z wielkimi płetwami jest obserwacja kałamarnic, których boczne płetwy mogły być wzięte za duże płetwy grzbietowe i odbytnicze.

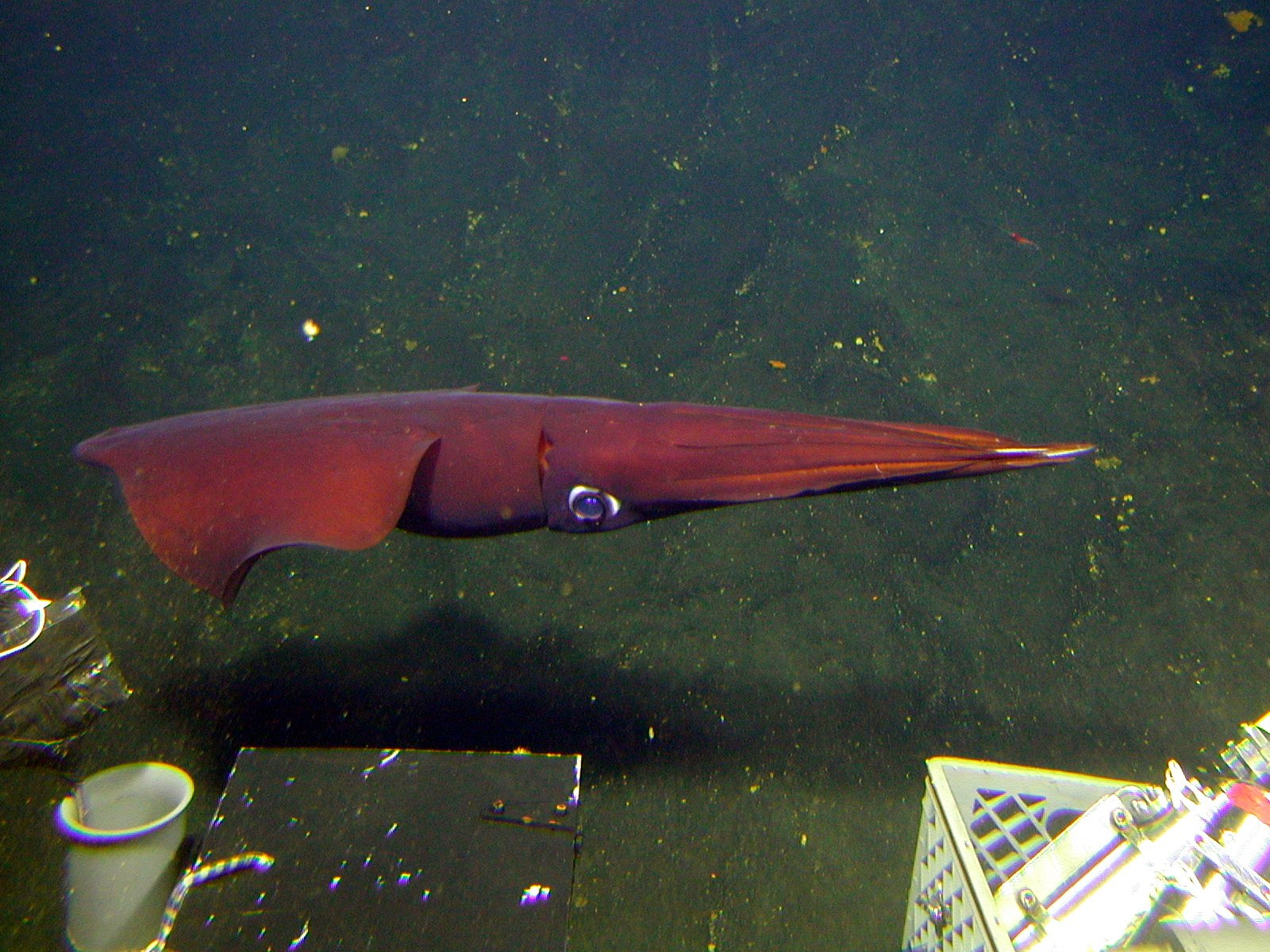
Gonatus fabricii